# Klubowe Mistrzostwa Świata w piłce siatkowej kobiet 2010
4. edycja Klubowych mistrzostw świata w piłce siatkowej kobiet rozpoczęła się 15 grudnia 2010 w Katarze. Zawody te zostały wznowione po 16 latach. W rozgrywkach brało udział 6 drużyn. Tytuł klubowego mistrza świata zdobyło po raz pierwszy tureckie Fenerbahçe SK.

## Uczestnicy
| Drużyna                     | Sposób awansu                                |
| --------------------------- | -------------------------------------------- |
| Norda Foppapedretti Bergamo | Klubowy mistrz Europy                        |
| Federbrau                   | Klubowy mistrz Azji                          |
| Kenya Prisons               | Mistrz Afryki                                |
| Sollys/Osasco               | Klubowy mistrz Ameryki Południowej           |
| Mirador                     | Klubowy mistrz Ameryki Północnej i Środkowej |
| Fenerbahçe SK               | Dzika karta                                  |

## Podział na grupy
| Grupa A                               | Grupa B                                           |
| ------------------------------------- | ------------------------------------------------- |
| Fenerbahçe SK Federbrau Sollys/Osasco | Norda Foppapedretti Bergamo Kenya Prisons Mirador |

## Grupa A
Tabela
| Lp. | Drużyna            | Pkt | Mecze | Mecze | Mecze | Sety | Sety | Sety  | Małe punkty | Małe punkty | Małe punkty |
| Lp. | Drużyna            | Pkt | M     | W     | P     | wyg. | prz. | ratio | zdob.       | str.        | ratio       |
| --- | ------------------ | --- | ----- | ----- | ----- | ---- | ---- | ----- | ----------- | ----------- | ----------- |
| 1   | Fenerbahçe Stambuł | 4   | 2     | 2     | 0     | 6    | 0    | MAX   | 150         | 117         | 1.282       |
| 2   | Sollys/Osasco      | 3   | 2     | 1     | 1     | 3    | 3    | 1.000 | 137         | 142         | 0.965       |
| 3   | Federbrau          | 2   | 2     | 0     | 2     | 0    | 6    | 0.000 | 128         | 156         | 0.821       |

Źródło: FIVB
Zasady ustalania kolejności: 1. liczba zdobytych punktów; 2. wyższy stosunek małych punktów; 3. wyższy stosunek setów.
Punktacja: zwycięstwo – 2 pkt; porażka – 1 pkt
Wyniki
| 15.12.2010 | Federbrau | 0:3 (15:25, 24:26, 28:30) | Sollys/Osasco |

| 16.12.2010 | Fenerbahçe SK | 3:0 (25:17, 25:23, 25:16) | Sollys/Osasco |

| 19.12.2010 | Fenerbahçe SK | 3:0 (25:20, 25:18, 25:23) | Federbrau |

## Grupa B
Tabela
| Lp. | Drużyna        | Pkt | Mecze | Mecze | Mecze | Sety | Sety | Sety  | Małe punkty | Małe punkty | Małe punkty |
| Lp. | Drużyna        | Pkt | M     | W     | P     | wyg. | prz. | ratio | zdob.       | str.        | ratio       |
| --- | -------------- | --- | ----- | ----- | ----- | ---- | ---- | ----- | ----------- | ----------- | ----------- |
| 1   | Volley Bergamo | 4   | 2     | 2     | 0     | 6    | 0    | MAX   | 152         | 103         | 1.476       |
| 2   | Mirador        | 3   | 2     | 1     | 1     | 3    | 3    | 1.000 | 134         | 125         | 1.072       |
| 3   | Kenya Prisons  | 2   | 2     | 0     | 2     | 0    | 6    | 0.000 | 92          | 150         | 0.613       |

Źródło: FIVB
Zasady ustalania kolejności: 1. liczba zdobytych punktów; 2. wyższy stosunek małych punktów; 3. wyższy stosunek setów.
Punktacja: zwycięstwo – 2 pkt; porażka – 1 pkt
Wyniki
| 15.12.2010 | Kenya Prisons | 0:3 (20:25, 11:25, 17:25) | Mirador |

| 16.12.2010 | Norda Foppapedretti Bergamo | 3:0 (27:25, 25:12, 25:22) | Mirador |

| 17.12.2010 | Norda Foppapedretti Bergamo | 3:0 (25:15, 25:13, 25:16) | Kenya Prisons |

## Faza finałowa

### Drabinka
|  |                             |                             |               |                       |   |               |               |       |
|  | Półfinały                   | Półfinały                   | Półfinały     |                       |   | Finał         | Finał         | Finał |
|  | Półfinały                   | Półfinały                   | Półfinały     |                       |   | Finał         | Finał         | Finał |
|  | 20 grudnia – Ad-Dauha       |                             |               |                       |   |               |               |       |
|  |                             |                             |               |                       |   |               |               |       |
|  | Fenerbahçe SK               | Fenerbahçe SK               | 3             |                       |   |               |               |       |
|  | Fenerbahçe SK               | Fenerbahçe SK               | 3             | 21 grudnia – Ad-Dauha |   |               |               |       |
|  | Mirador                     | Mirador                     | 0             |                       |   |               |               |       |
|  | Mirador                     | Mirador                     | 0             |                       |   | Fenerbahçe SK | Fenerbahçe SK | 3     |
|  | 20 grudnia – Ad-Dauha       |                             |               |                       |   | Fenerbahçe SK | Fenerbahçe SK | 3     |
|  |                             |                             | Sollys/Osasco | Sollys/Osasco         | 0 |               |               |       |
|  | Norda Foppapedretti Bergamo | Norda Foppapedretti Bergamo | Sollys/Osasco | Sollys/Osasco         | 0 | 0             |               |       |
|  | Norda Foppapedretti Bergamo | Norda Foppapedretti Bergamo |               |                       |   |               |               |       |
|  | Sollys/Osasco               | Sollys/Osasco               | 3             |                       |   |               |               |       |
|  | Sollys/Osasco               | Sollys/Osasco               | 3             | Mecz o 3. miejsce     |   |               |               |       |
|  |                             |                             |               |                       |   |               |               |       |
|  | 21 grudnia – Ad-Dauha       |                             |               |                       |   |               |               |       |
|  |                             |                             |               |                       |   |               |               |       |
|  | Mirador                     | Mirador                     | 1             |                       |   |               |               |       |
|  | Mirador                     | Mirador                     | 1             |                       |   |               |               |       |
|  | Norda Foppapedretti Bergamo | Norda Foppapedretti Bergamo | 3             |                       |   |               |               |       |
|  | Norda Foppapedretti Bergamo | Norda Foppapedretti Bergamo | 3             |                       |   |               |               |       |

|  |  | Półfinały |  |
|  |  | --------- |  |

| 20.12. 2010 | Fenerbahçe SK | 3:0 (25:21, 25:18, 25:18) | Mirador |

| 20.12. 2010 | Norda Foppapedretti Bergamo | 0:3 (22:25, 20:25, 21:25) | Sollys/Osasco |

|  |  | Mecz o trzecie miejsce |  |
|  |  | ---------------------- |  |

| 21.12. 2010 | Mirador | 1:3 (8:25, 25:23, 8:25, 15:25) | Norda Foppapedretti Bergamo |

|  |  | Finał |  |
|  |  | ----- |  |

| 21.12. 2010 | Fenerbahçe SK | 3:0 (25:23, 25:22, 25:17) | Sollys/Osasco |

| KLUBOWY MISTRZ ŚWIATA  |
| ---------------------- |
| Fenerbahçe SK 1. TYTUŁ |

## Klasyfikacja końcowa
| Miejsce | Drużyna                     | Premia [[[Dolar amerykański\|$]]] |
| ------- | --------------------------- | --------------------------------- |
| 1.      | Fenerbahçe SK               | 200.000                           |
| 2.      | Sollys/Osasco               | 140.000                           |
| 3.      | Norda Foppapedretti Bergamo | 90.000                            |
| 4.      | Mirador                     | 60.000                            |
| 5.      | Federbrau                   | 30.000                            |
| 5.      | Kenya Prisons               | 30.000                            |

## Nagrody indywidualne
| Najlepsza zawodniczka (MVP)                 | Najlepsza punktująca                        | Najlepsza atakująca            | Najlepsza blokująca             | Najlepsza zagrywająca     | Najlepsza libero          | Najlepsza rozgrywająca               |
| ------------------------------------------- | ------------------------------------------- | ------------------------------ | ------------------------------- | ------------------------- | ------------------------- | ------------------------------------ |
| Katarzyna Skowrońska-Dolata (Fenerbahçe SK) | Katarzyna Skowrońska-Dolata (Fenerbahçe SK) | Thaisa Menezes (Sollys/Osasco) | Annerys Vargas Valdez (Mirador) | Eda Erdem (Fenerbahçe SK) | Brenda Castillo (Mirador) | Carolina Albuquerque (Sollys/Osasco) |